# 渡部健人
渡部 健人（わたなべ けんと、1998年12月26日 - ）は、神奈川県横浜市旭区出身のプロ野球選手（内野手）。右投右打。埼玉西武ライオンズ所属。

## 経歴

### プロ入り前
横浜市立大池小学校在学時に父の影響でプロ野球を見ていたことがきっかけで、ひかりが丘少年野球部に入り野球を始める。横浜市立上白根中学校在学時に中本牧シニアに所属し、全国制覇も経験した。中学時代は遊撃手として出場していた。シニアの同期には石川達也がいる。
中学卒業後は横浜商科大学高等学校へ進学。1年夏からレギュラーとして県大会にも出場していたが、家庭の事情により1年生の2月に日本ウェルネス高等学校東京キャンパスへ転校した。日本高野連の規定により、転入学をすると1年間公式戦に出られないため、2年生の期間はチームのサポートに徹した。3年の春季大会から出場できるようになり、夏までの4か月間で15本塁打を記録。日本ウェルネス高校では3年夏の東東京大会ベスト16が最高。
進学した桐蔭横浜大学法学部法律学科では1年春から4番打者として出場。4年次の神奈川大学野球連盟秋季リーグではリーグタイ記録の1シーズン8本塁打に加え、リーグ新記録となる23打点を記録した。
2020年のドラフト会議で埼玉西武ライオンズからドラフト1位指名を受けた。西武が野手を1位指名したのは2013年の森友哉以来7年ぶりだった。11月24日には仮契約を結び、契約金1億円プラス出来高払い5千万円、年俸1600万円（金額は推定）という条件で入団した。背番号は8。なお、同音異字の投手である渡邉勇太朗が同じ球団に在籍しているため、背ネームは「K.WATANABE」となる。

### 西武時代
2021年の春季キャンプは大学時代に痛めた右肩の状態を考慮されB班スタートとなった。オープン戦終盤には一軍戦への出場機会も得たが、公式戦の開幕は二軍で迎えた。二軍では7試合で4本塁打と結果を残し、4月4日に前日に故障した外崎修汰と入れ替わる形で一軍登録されると、同日の対福岡ソフトバンクホークス戦（福岡PayPayドーム）に「7番・指名打者」でプロ初出場初スタメンを果たし、6回表には和田毅からプロ初本塁打を放った。4月19日に登録抹消となったが、二軍では本塁打と打点の2部門でイースタン・リーグトップに立つ活躍を見せ、6月24日にフレッシュオールスターの出場選手に選出された。球宴当日は「4番・一塁手」で先発出場し、4打数1安打だった。4月以降の一軍昇格は果たせなかったが、ルーキーイヤーは二軍でチーム最多の90試合に出場し、16本塁打・64打点でイースタン・リーグの2冠に輝いた。オフに現状維持の推定年俸1600万円で契約を更改し、NPB AWARDS 2021のファーム表彰式ではリーグ選考の「優秀選手賞」、スポーツニッポン選定の「新人賞」、ベースボール・マガジン社選定の「ビッグホープ賞」を受賞した。
2022年は二軍で97試合に出場したが、打率.184、10本塁打に留まり、一軍出場はなかった。
2023年は、中村剛也の戦線離脱や、山川穂高の謹慎処分が重なり、5月27日に同年一軍初昇格すると、同日のオリックス戦で4番打者として先発出場した。6月8日の中日ドラゴンズ戦（ベルーナドーム）で2年ぶりとなる本塁打を放つなど好調をキープするも、7月1日のソフトバンク戦で走塁中に左脚内転筋を痛め、翌2日に出場登録を抹消された。同年は57試合に出場し、打率.214、6本塁打、25打点を記録。12月1日、400万円増となる推定年俸1600万円で契約を更改した。
2024年は、11試合に出場し、打率.030（33打数1安打）に終わった。11月26日、350万円減となる推定年俸1250万円で契約を更改し、合わせて背番号が66に変更されることが発表された。

## 選手としての特徴・人物
恰幅の良い長距離砲で、大学時代には「ハマのおかわりくん」と呼ばれていた。巨漢に見合わぬ50mを6秒1で駆ける脚力も併せ持つ。
母親はフィリピン人。
愛称はフルネームにちなんだ「ベッケン」と呼んで欲しいと西武入団時に語っている。

## 詳細情報

### 年度別打撃成績
| 年 度     | 球 団     | 試 合 | 打 席 | 打 数 | 得 点 | 安 打 | 二 塁 打 | 三 塁 打 | 本 塁 打 | 塁 打 | 打 点 | 盗 塁 | 盗 塁 死 | 犠 打 | 犠 飛 | 四 球 | 敬 遠 | 死 球 | 三 振 | 併 殺 打 | 打 率 | 出 塁 率 | 長 打 率 | O P S |
| --------- | --------- | ----- | ----- | ----- | ----- | ----- | -------- | -------- | -------- | ----- | ----- | ----- | -------- | ----- | ----- | ----- | ----- | ----- | ----- | -------- | ----- | -------- | -------- | ----- |
| 2021      | 西武      | 6     | 17    | 16    | 1     | 1     | 0        | 0        | 1        | 4     | 2     | 0     | 0        | 0     | 0     | 1     | 0     | 0     | 7     | 0        | .063  | .118     | .250     | .368  |
| 2023      | 西武      | 57    | 209   | 192   | 17    | 41    | 13       | 0        | 6        | 72    | 25    | 2     | 1        | 0     | 1     | 11    | 0     | 5     | 63    | 2        | .214  | .273     | .375     | .648  |
| 2024      | 西武      | 11    | 38    | 33    | 0     | 1     | 0        | 0        | 0        | 1     | 0     | 0     | 0        | 0     | 1     | 5     | 0     | 0     | 18    | 0        | .030  | .158     | .030     | .188  |
| 通算：3年 | 通算：3年 | 74    | 264   | 241   | 18    | 43    | 13       | 0        | 7        | 77    | 27    | 2     | 1        | 0     | 1     | 17    | 0     | 5     | 88    | 2        | .178  | .246     | .320     | .566  |

- 2024年度シーズン終了時

### 年度別守備成績
| 年 度 | 球 団 | 一塁  | 一塁  | 一塁  | 一塁  | 一塁  | 一塁     | 三塁  | 三塁  | 三塁  | 三塁  | 三塁  | 三塁     |
| 年 度 | 球 団 | 試 合 | 刺 殺 | 補 殺 | 失 策 | 併 殺 | 守 備 率 | 試 合 | 刺 殺 | 補 殺 | 失 策 | 併 殺 | 守 備 率 |
| ----- | ----- | ----- | ----- | ----- | ----- | ----- | -------- | ----- | ----- | ----- | ----- | ----- | -------- |
| 2021  | 西武  | 1     | 5     | 0     | 1     | 1     | .833     | 2     | 0     | 2     | 0     | 0     | 1.000    |
| 2023  | 西武  | 45    | 364   | 34    | 4     | 29    | .990     | 8     | 6     | 12    | 0     | 1     | 1.000    |
| 2024  | 西武  | 9     | 57    | 6     | 0     | 4     | 1.000    | 1     | 1     | 5     | 0     | 1     | 1.000    |
| 通算  | 通算  | 55    | 426   | 40    | 5     | 34    | .941     | 11    | 7     | 19    | 0     | 2     | 1.000    |

- 2024年度シーズン終了時

### 記録
初記録
- 初出場・初先発出場：2021年4月4日、対福岡ソフトバンクホークス3回戦（福岡PayPayドーム）、「7番・指名打者」で先発出場[35]
- 初打席：同上、2回表に和田毅から空振り三振
- 初安打・初本塁打・初打点：同上、6回表に和田毅から左越2ラン[35]
- 初盗塁：2023年6月3日、対横浜DeNAベイスターズ1回戦（横浜スタジアム）、4回表に二盗（投手：トレバー・バウアー、捕手：伊藤光）[36]

### 背番号
- 8（2021年 - 2024年）
- 66（2025年 - ）

### 登場曲
- 『Sugar』Maroon5（2021年）
- 『ムカイカゼ』HOME MADE 家族（2023年）[注 2]
- 『炎の聖歌隊 ［Choir］』桑田佳祐（2023年 - ）※奇数打席
- 『栄光の男』サザンオールスターズ（2023年 - ）※偶数打席
- 『おれはジャイアンさまだ！ 2022』木村昴（2023年 - ）[注 3]
- 『終わらない夢に』TUBE（2023年 - ）
- 『とんぼ』長渕剛（2024年 - ）